# اریک وایس
اریک وایس ( به انگلیسی : Erik Wiese)
نویسنده، کارگردان، تهیه کننده و انیماتور آمریکایی هست. از انیمیشن هایی که در آن کرده می‌توان به باب اسفنجی، گربه سگ، سامورایی جک ، دنی فانتوم ،مینیون ها، لونی تونز و والدین نسبتاً عجیب و غریب اشاره کرد.
اون در حال حاضر تهیه کننده و کارگردان و نویسنده انیمیشن سونیک پرایم می‌باشد.

## منبع
اریک وایس در ویکی پدیای انگلیسی